# Паула, Вальтер ди
Вальтер Аугусто Сезар ди Паула (порт. Walter Augusto César de Paula; 5 марта 1916 — 31 мая 1998, Энсеада-ди-Бриту, Санта-Катарина) — бразильский фехтовальщик-шпажист. Участник летних Олимпийских игр 1948 и 1952 годов.

## Биография
Вальтер ди Паула родился 5 марта 1916 года.
Выступал в соревнованиях по фехтованию за «Атлетико Паулистано» из Сан-Паулу.
В 1948 году вошёл в состав сборной Бразилии на летних Олимпийских играх в Лондоне. В командном турнире шпажистов сборная Бразилии, за которую также выступали Мигел Бьянкалана, Фортунато Камарга, Энрике ди Агийяр Валлим и Сальваторе Скьяннамеа, заняла в группе 1/8 финала последнее, 3-е место, проиграв Италии — 2:14 и Великобритании — 6:8.
В 1952 году вошёл в состав сборной Бразилии на летних Олимпийских играх в Хельсинки. В личном турнире шпажистов занял в группе 1/8 финала 6-е место. В командном турнире шпажистов сборная Бразилии, за которую также выступали Дарио ду Амарал, Сезар Пекелман и Элио Виейра, заняла в группе 1/8 финала последнее, 3-е место, проиграв Венгрии — 1:14 и Швейцарии — 2:8.
Умер 31 мая 1998 года в бразильского района Энсеада-ди-Бриту муниципалитета Пальоса в штате Санта-Катарина.